# Theinfeld
Theinfeld ist ein Gemeindeteil der Gemeinde Thundorf in Unterfranken im bayerischen Landkreis Bad Kissingen.

## Geographie
Das Kirchdorf liegt auf einer Höhe von 328 m ü. NHN am Fuße des 419 m hohen Dürnbergs an der Straße von der Kerngemeinde Thundorf nach Großwenkheim (zu Münnerstadt) und hat rund 220 Einwohner (Stand 20. September 2006).

## Geschichte
Theinfeld wurde 1194 erstmals erwähnt.
Seit 1317 gehörte es zur Grafschaft Henneberg, bis es 1354 dem Bistum Würzburg übereignet wurde.
1676 wurde Theinfeld an die Rosenbachs verkauft.
Von Kriegsschäden im Zweiten Weltkrieg blieb der Ort weitgehend verschont, von 51 Kriegsteilnehmern fielen jedoch 21. Am 1. Januar 1972 wurde die Gemeinde in den Markt Maßbach eingegliedert. Am 1. Mai 1978 wurde Theinfeld mit seinen damals knapp 200 Einwohnern wieder ausgegliedert und Thundorf in Unterfranken zugeordnet.

## Politik
Im zwölfköpfigen Gemeinderat von Thundorf ist Theinfeld mit zwei Räten vertreten.

## Religion
Theinfeld verfügt über eine katholische, dem Heiligen Matthias gewidmete Kirche in der Dorfstraße. Evangelische Gemeindemitglieder werden von der evangelischen Kirchengemeinde in Thundorf betreut.

## Verkehr
Theinfeld ist über die Buslinie Thundorf-Schweinfurt zu erreichen. Der nächste Bahnhof befindet sich im rund 6 km westlich gelegenen Münnerstadt.

## Vereine
Neben der Freiwilligen Feuerwehr des Ortes sind vor allem die Trachtenkapelle, der Bauernverband, die Jagdgenossenschaft und die KJG St. Matthias zu nennen. Als Veranstaltungsorte dienen vor allem das Musikheim und die Gaststätte Frankenstube.

## Bekannte Personen
- Carl Dotter (1885–1954), Mundartdichter